# Wiktor Browczenko
Wiktor Wałerijowycz Browczenko, ukr. Віктор Валерійович Бровченко (ur. 11 października 1976) – ukraiński piłkarz, grający na pozycji pomocnika, a wcześniej obrońcy lub napastnika.

## Kariera piłkarska

### Kariera klubowa
W 1992 rozpoczął karierę piłkarską w Nywie Winnica, w składzie którego 19 czerwca 1994 debiutował w Ukraińskiej Wyższej Lidze w meczu z Torpedem Zaporoże (3:1). Latem 1998 wyjechał do Węgier, gdzie został piłkarzem Budapesti Vasutas. Po sezonie przeniósł się do Rosji, gdzie bronił barw drugiej drużyny Torpeda Moskwa. W 2000 na krótko powrócił do Nywy Winnica, po czym latem ponownie wyjechał do Rosji, gdzie występował w klubie Lokomotiw Niżny Nowogród. W 2002 powrócił do Ukrainy, gdzie został piłkarzem Czornomorca Odessa. Nie rozegrał żadnego meczu i do końca roku grał w amatorskim zespole z miasta Dunajowce. W 2003 bronił barw rosyjskiego Mietałłurg-Kuzbass Nowokuźnieck. Następnie występował w klubach Karpaty Lwów, Zakarpattia Użhorod i Hazowyk-Skała Stryj. W 2007 zakończył karierę piłkarską w chińskim Liaoning FC.

## Sukcesy i odznaczenia

### Sukcesy klubowe
- mistrz Pierwszej Lihi Ukrainy: 1993
- finalista Pucharu Ukrainy: 1996